# Aḥmad ibn Yaḥyā Ibn al-Murtaḍā
Al-Mahdī Aḥmad ibn Yaḥyā, ou Aḥmad ibn Yaḥyā Ibn al-Murtaḍā ( أحمد بن يحيى المرتضى  ) (1363/1374 - 1436), était un érudit Muʿtazile, et un imam zaydite au Yémen entre 1391–1392. A la fois encyclopédiste et écrivain, il était auteur prolifique. 
Ibn al-Murtaḍā était un descendant de la 12e génération de l'imam ad-Da'i Yusuf (m. 1012). Son nom complet étant : al-Mahdī Aḥmad ibn Yaḥyā ibn al-Murtaḍā ibn Aḥmad al-Jawad ibn al-Murtaḍā ibn al-Mufaḍḍal ibn al-Manṣūr ibn al-Mufaḍḍal ibn al-Ḥajjāj ibn Alī ibn Yaḥyā ibn al-Qā-Da'ī Yūsuf. 
En 1391, lorsque le vieil imam al-Nasir Muhammad Salah al-Din est mort, ses fils étaient encore mineurs, et ne pouvaient prendre le pouvoir sans susciter l'agitation. Le cadi ad-Dawwarī, a pris temporairement l'administration des domaines zaydites des hautes terres du Yémen en son nom. 
Cependant, l'uléma zaydite a assemblé dans la mosquée Jamal ad-Dîn de Sana'a et a nommé Ibn al-Murtaḍā du titre honorifique et symbolique d'"al-Mahdî Aḥmad", rejetant alors le pouvoir d'ad-Dawwarī. Cette nomination n'a pas été reconnue par ad-Dawwani, qui a immédiatement présenté au titre d'imam al-Mansur Ali bin Salah ad-Din, le fils de l'imam décédé, bien qu'encore jeune. 
Ibn al-Murtaḍā et ses partisans se sont alors retirés de Sanaa à Bayt Baws, et durant un an les deux imāms, Ibn al-Murtaḍā et ad-Dawwarī, se sont battus pour l'imamat. Toutefois en 1392, Ibn al-Murtaḍā se fait capturer par les forces ennemis et se fait emprisonner. 
Contre toute attente, en 1399, il s'évade, aidé par les gardiens de prison. Ibn al-Murtaḍā vit alors dans l'intimité et la discrétion jusqu'à sa mort de la peste en 1436. 
Bien qu'Ibn al-Murtaḍā n'ait pas eu les compétences administratives et militaires suffisantes pour l'imamat du Yémen, il a produit un corpus substantiel d'écrits sur la dogmatique, la logique, la poésie, la grammaire et le droit.  
Sa sœur Dahma bint Yahma était également érudite et poète. 

## Œuvres
- Kitāb al-Baḥr al-zahhār: al-jāmiʻ li-madhāhab ʻulamāʼ al-amṣār ; une encyclopédie théologico-légale.
- Kitāb al-milal wa al-niḥal: min ajzāʼ Kitāb al-baḥr al-zakhār: al-jāmiʻ li-madhāhab ʻulamāʼ al-amṣār[4].
- Ṭabaqāt al-Mu'tazilah[5],[6].
- Bāb dhikr al-Muʻtazilah: min Kitāb al-Munyah wa-al-amal fī sharḥ kitāb al-Milal wa-al-niḥal[7].
- Al-Mutazilah: extrait du Kitābu-l milal wa-n-niḥal[8],[9].
- Al-Kāshif li-dhawī al-ʻuqūl ʻan wujūh maʻānī al-kāfil bi-nayl al-suʼūl[10].
- Kitāb al-Munya wa-'l-amal fī sharḥ al-milāl wa-'n-niḥal[11].
- ʻUyūn al-Azhār fī fiqh al-aʼimmah al-aṭhār[12],[13].

## Voir également
- Imams du Yémen
- Rassids
- Histoire du Yémen